# Lindenborg (Lejre Kommune)
 For alternative betydninger, se Lindenborg. (Se også artikler, som begynder med Lindenborg)
Lindenborg er en lille kyst- og sommerhusby på Midtsjælland med 269 indbyggere  (2024). Lindenborg er beliggende i Gevninge Sogn ved Lejre Vig, 400 meter vest for Gevninge og 15 kilometer vest for Roskilde. Byen tilhører Lejre Kommune og er beliggende i Region Sjælland.
Lindenborg Kro ligger i byen.